# ベセスダ・ソフトワークス
- マイクロソフト > ゼニマックス・メディア > ベセスダ・ソフトワークス
- Xbox > Xbox Game Studios > Bethesda Softworks

ベセスダ・ソフトワークス（英: Bethesda Softworks LLC）は、1986年6月28日に設立されたアメリカ合衆国のコンピュータゲーム会社。

## 概要
ロールプレイング、レース、シミュレーション、およびスポーツゲームなど広範な作品がある。特に『The Elder Scrolls』、『Fallout』、『サイコブレイク』、『Doom』などのFPS/TPS系ゲームのパブリッシャーとして知られる。
クリストファー・ウィーバーによってMedia Technology Limitedの一部門として1986年にメリーランド州ベセスダで設立され、名称はその地名から取られている。現在は同州ロックビルに本社を移している。
1990年代に映画『ターミネーター』のゲーム版『The Terminator』や『The Elder Scrolls: Arena』などのDOSやMSｰDOS向けのコンピューターゲームを発売。その後、売り上げの低迷などを経てベセスダ・ソフトワークスの財務や法務を管理するための会社として1999年にゼニマックス・メディアが設立され、ベセスダ・ソフトワークスはその子会社としてゲームの販売を担当するようになる。
ゲームの開発は新部門のベセスダ・ゲームスタジオに移り、ベセスダ・ソフトワークスとしてはベセスダ・ゲームスタジオ及び、ゼニマックス・メディアが買収した企業やフランチャイズのゲームの販売をするパブリッシャー業務が主体となる。以後『Doom』や『Fallout』などのゲームシリーズの新作及び過去の作品の移植版も含めてベセスダ・ソフトワークスが販売を行っている。
2020年、マイクロソフト社がゼニマックス・メディアを75億ドル（約7800億円）で買収する契約を締結した。これにより、ベセスダ・ソフトワークスもマイクロソフト社の傘下に入った。そのためマイクロソフト社の家庭用ゲーム機Xboxシリーズと競合する他社の家庭用ゲーム機へのゲームソフトのリリースは消極的となったその一方で、Hi-Fi Rushなどのように売り上げ上の問題が発生したケースではPlayStation 5版を販売する場合もある。
日本でのゲームソフト販売は、2024年6月に閉鎖したゼニマックス・メディアの日本法人であるゼニマックス・アジア株式会社が担当していた。以後はコール オブ デューティシリーズのように日本マイクロソフトが担当する。

## 主な作品

### 1980年代
- Gridiron!（1986）

### 1990年代
- The Terminator（1990）
- Terminator 2029（1992）
- The Elder Scrolls: Arena（1994）
- The Terminator: Future Shock（1995）
- SkyNET（1996）
- The Elder Scrolls II: Daggerfall（1996）
- An Elder Scrolls Legend: Battlespire（1997）
- The Elder Scrolls Adventures: Redguard（1998）

### 2000年代
- IHRA Drag Racing（2000）
- The Elder Scrolls III: Morrowind（2002）
- Call of Cthulhu: Dark Corners of the Earth（2005）
- Star Trek: Legacy（2006）
- Pirates of the Caribbean: The Legend of Jack Sparrow（2006）
- The Elder Scrolls IV: Oblivion（2006）
- Fallout 3（2008）
- BULLY（2008）
- Rogue Warrior（2009）
- WET（2009）

### 2010年代
- Fallout: New Vegas（2010）
- Brink（2011）
- Hunted: The Demon's Forge（2011）
- RAGE（2011）
- The Elder Scrolls V: Skyrim（2011）
- Dishonored（2012）
- Wolfenstein: The New Order（2014）
- サイコブレイク（英: The Evil Within）（2014）
- Wolfenstein: The Old Blood（2015）
- Fallout 4（2015）
- Doom（2016）
- Dishonored 2（2016）
- Prey（2017）
- サイコブレイク2（英: The Evil Within 2）（2017）
- Wolfenstein II: The New Colossus（2017）
- Fallout 76 (2018)
- Rage 2（2019）
- Wolfenstein: Youngblood（2019）
- Wolfenstein: Cyberpilot（2019）

### 2020年代
- Doom Eternal（2020）
- DEATHLOOP（2021）
- Ghostwire: Tokyo（2022）
- Redfall（2022）
- Hi-Fi Rush (2023)
- Starfield（2023）
- インディ・ジョーンズ/大いなる円環 (2024)
- DOOM: The Dark Ages (2025)